# Alexandra Werwath

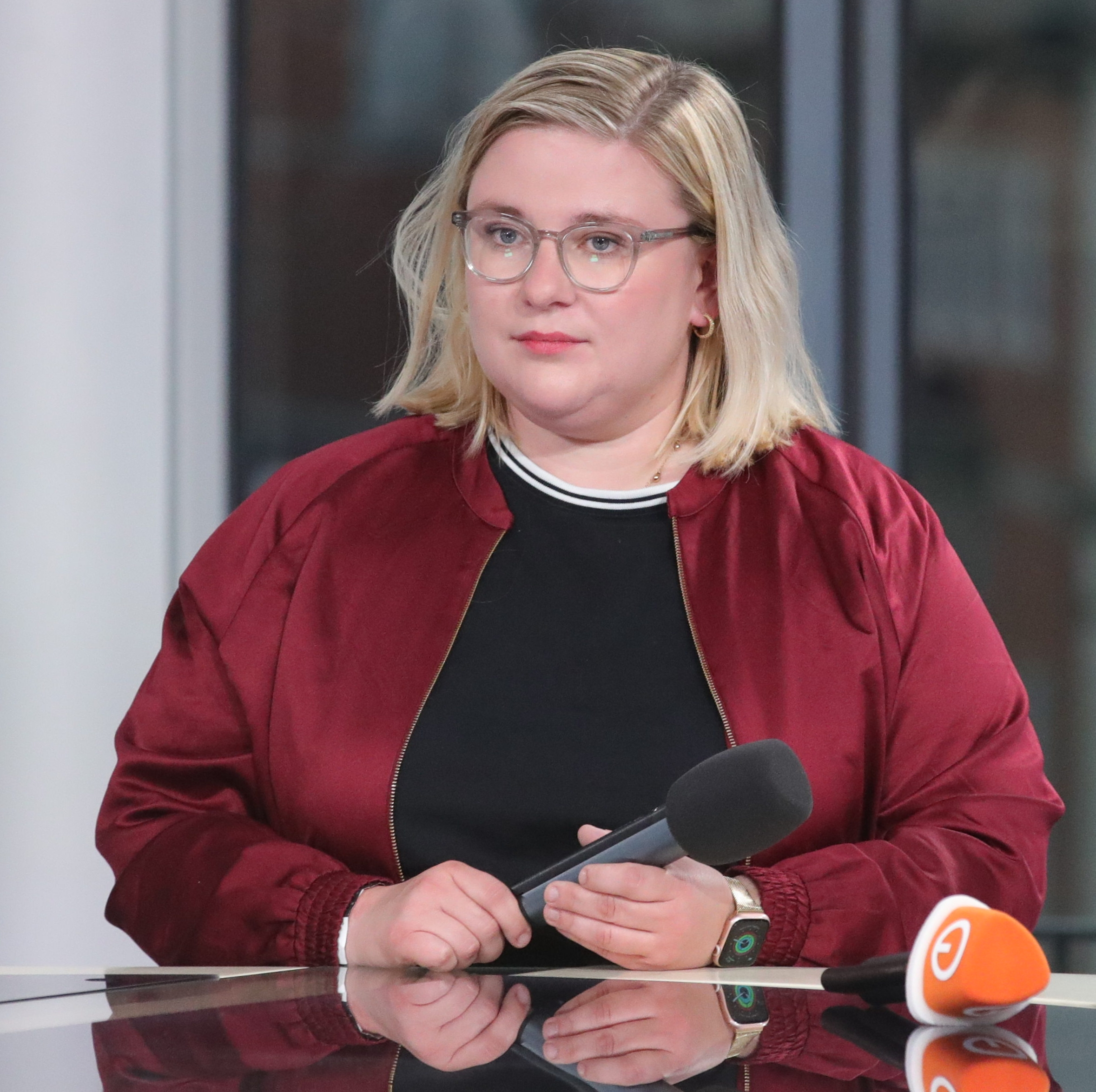
Alexandra Werwath (2023)

Alexandra Sophie Werwath (* 2. Februar 1993 in Bremen) ist eine deutsche Politikerin.

## Leben
Werwath studierte von 2017 bis 2019 Soziologie mit den thematischen Schwerpunkten in Geschlechter- und Stadtsoziologie an der Universität Bremen. Beruflich ist sie seit 2020 Mitarbeiterin einer Grünen Europaabgeordneten. 
Sie gehört der städtischen Deputation für Gesundheit und Verbraucherschutz der 19. Bremischen Bürgerschaft an. Im Dezember 2017 wurde sie zusammen mit Ralph Saxe zur Vorstandssprecherin des Landesverbands der Bremer Grünen gewählt. Am 30. November 2019 wurde sie wiedergewählt, Co-Vorsitzender war Florian Pfeffer. Nach dem schlechten Abschneiden der Bremer Grünen bei der Bürgerschaftswahl 2023 traten Pfeffer und Werwath nicht wieder an, als Nachfolger wurden am 7. Oktober 2023 Franziska Tell und Marek Helsner gewählt.
2023 kandidierte Werwath auf Platz 23 der Liste für die Europawahl 2024.